# Sungai Harapan (Sekupang)
Sungai Harapan is een bestuurslaag in het regentschap Batam van de provincie Riau-archipel, Indonesië. Sungai Harapan telt 14.220 inwoners (volkstelling 2010).